# Abû al-Qâsim al-Tayyib
Abû al-Qâsim al-Tayyib (ou Tayyib, arabe : طيّب) est fils de l'imam Mansur al-Amir Bi-Ahkamillah et le 21e imam mustalien du mouvement Bohras de l'ismaélisme. Il fut le dernier imam du mouvement Bohras, s'occultant très jeune — devenant donc l'imam caché — et confiant une régence spirituelle à un da'i mutlaq.  

## Éléments d'histoire
Selon la tradition des Tayyibi (ou Bohras), à la mort du 20e Imam mustalien Mansur al-Amir Bi-Ahkamillah et selon ses instructions, la reine al-Hurra al-Maleka (m. 1138) du Yémen nomma un da'i mutlaq comme vice-régent avec tout pouvoir matériel et spirituel sur la communauté. 

Arbre généalogique du schisme entre Nizari - Hafizi et Tayyibi.

Seuls quelques groupes en Syrie et au Yémen soutiendront al-Tayyib, leur 21e et dernier imam. Ils formèrent la Tayyibiyya, qui devint rapidement une da‘wa indépendante. Les régents sont Ma'dhūn (مأذون) et Mukâsir (مكاسر). Le da'i Dhuaib Ibn Musa, fils de al-Hurra al-Maleka, prit en charge la communauté religieuse tayyibi.
En Égypte et Syrie, les ismaéliens mustaliens de la Hâfiziyya acceptèrent la légitimité de `Abd al-Majîd Al-Hâfiz-Hafiz, un cousin d'al-Amîr, entre 1130 et 1149. Ils formèrent la Hafiziyya. Cette succession de al-Hâfiz fut à la base d'une scission majeure dans l'ismaélisme.